# Seznam španskih ekonomistov
Seznam španskih ekonomistov.

## A
- Joaquin Almunia
- Martín de Azpilicueta

## B
- Fernando Trías de Bes
- Miguel Boyer

## C
- Jaime Caruana
- Pere Coromines

## E
- Narcís Serra

## F
- Enrique Fuentes Quintana

## M
- Andreu Mas-Colell 1944-
- Luis de Molina
- Ernest Maragall
- Pere Coromines i Montanya

## R
- Rodrigo de Rato y Figaredo (1949)

## S
- José Luis Sampedro Sáez
- María Jesús San Segundo
- Carlos Solchaga Catalán
- Pedro Solbes Mira

## V
- Juan Velarde Fuertes